# 薩夫亞內
45°24′0″N 28°52′38″E / 45.40000°N 28.87722°E

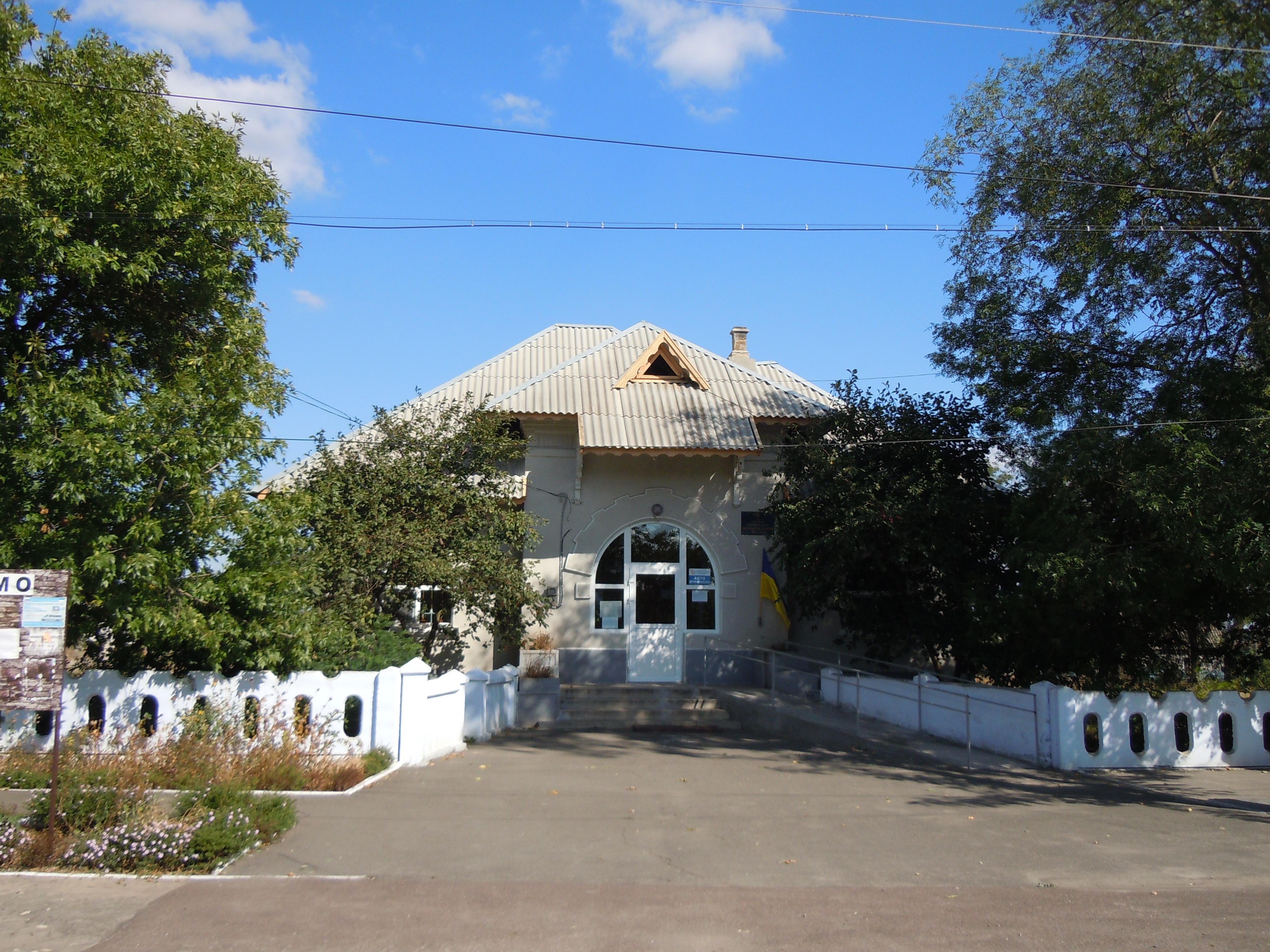

薩夫亞内（烏克蘭語：Саф'яни）是位於烏克蘭西南部的村莊，由敖德萨州伊茲梅爾區的薩夫亞內市鎮負責管轄，並為該市鎮的行政中心。該村始建於1790年，面積0.48平方公里，海拔高度30米，2001年人口2,962，人口密度每平方公里6,196.65人。